# شتاينبرجر
دويتشه هوسبيتاليتي (مجموعة فنادق شتاينبرجر سابقًا) هي العلامة التجارية الشاملة لشركة الفنادق الألمانية (Steigenberger Hotels AG) ، وهي عضو في مجموعة هيوزاهو منذ عام 2020. في يناير 2020 ، تضمنت محفظة دويتشه هوسبيتاليتي ما مجموعه حوالي 150 فندقًا في ثلاث قارات ، منها أكثر من 30 قيد الإنشاء أو التخطيط. تقع فنادق العلامات التجارية فنادق ومنتجعات شتيجنبرجر و ماكس (MAXX) بواسطة شتيجنبرجر و جاز إن ذا سيتي و فندق إنترسيتي و فنادق زليب في 19 دولة ، بما في ذلك ألمانيا والنمسا وسويسرا وهولندا وبلجيكا والدنمارك والسويد وإسبانيا ومصر وعمان. وتونس والإمارات العربية المتحدة والصين. في عام 2019 ، أعلنت مجموعة الفنادق عن خطتها للتوسع العالمي ، والتي تهدف إلى زيادة المحفظة العالمية إلى 250 فندقًا بحلول عام 2024.
أسس الشركة ألبرت شتايجنبرجر في عام 1930 وكان يديرها أحفاد المؤسس الذي توفي عام 1958 كشركة عائلية.
في عام 2009 ، استحوذت شركة ترافكو جروب المصرية للسفر والسياحة على فنادق شتاينبرجر.
في عام 2016 ، تم تغيير اسم الشركة إلى دويتشه هوسبيتاليتي.
يشغل توماس ويلمز منصب الرئيس التنفيذي لشركة فنادق شتاينبرجر منذ يناير 2018. ويدير الشركة جنبًا إلى جنب مع ماتياس هيك ، المدير المالي للشركة ومدير شئون العمل.
تدير دويتشه هوسبيتاليتي فنادق تحت خمس علامات تجارية هم:
- فنادق ومنتجعات شتيجنبرجر
- ماكس (MAXX) بواسطة شتيجنبرجر
- فندق إنترسيتي
- جاز إن ذا سيتي
- فنادق زليب

في 4 نوفمبر 2019 ، أُعلن أن مجموعة فنادق هيوزاهو الصينية من خلال إحدى الشركات التابعة لها قد اشترت دويتشه هوسبيتاليتي (Deutsche Hospitality) مقابل 700 مليون يورو.